# Чемпіонат України з футболу 2018—2019: Прем'єр-ліга
Українська Прем'єр-ліга 2018—2019 — 11-й сезон української Прем'єр-ліги, який проходив із 22 липня 2018 року до 8 червня 2019 року.

## Регламент змагань
Турнір проводиться за такою ж схемою, що й в минулому сезоні. У чемпіонаті беруть участь 12 команд. Команда, яка посіла в турнірній таблиці 12 місце, напряму вилітає в першу лігу, команди, які посіли 10 та 11 місця, зіграють у двоматчевому плей-оф із другою та третьою командами першої ліги.
При рівній кількості набраних очок у двох та/або більше команд їх місця визначаються за такими показниками:
1. більша кількість набраних очок в особистих зустрічах між командами;
2. краща різниця забитих і пропущених м’ячів в особистих зустрічах;
3. більша кількість забитих м’ячів в особистих зустрічах;
4. краща різниця забитих і пропущених м’ячів в усіх матчах;
5. більша кількість забитих м’ячів в усіх матчах.

За рівності зазначених вище показників у випадку визначення переможця турніру проводиться «Золотий матч», в інших випадках проводиться жеребкування.

## Учасники
«Верес», що посів 6-е місце за підсумками попереднього сезону Прем'єр-ліги, перед початком чемпіонату об'єднався із ФК «Львів», причому ФК «Львів» зайняв місце «Вереса» у Прем'єр-лізі, а «Верес» — місце ФК «Львів» у другій лізі.
За результатами стикових матчів ФК «Полтава» вийшла до Прем'єр-ліги, але знялася зі змагань, її місце зайняв «Чорноморець», що програв їй у стикових матчах.
Склад учасників:
| Команда          | Місто       | Стадіон                                                             | Місткість стадіону   | Місце в ПЛ 2017/2018 |
| ---------------- | ----------- | ------------------------------------------------------------------- | -------------------- | -------------------- |
| «Арсенал-Київ»   | Київ        | «Динамо» ім. Валерія Лобановського                                  | 16 873               | 1 (перша ліга)       |
| «Ворскла»        | Полтава     | «Ворскла» ім. Олексія Бутовського «Арена Львів» (Львів)             | 23 842 34 512        | 3                    |
| «Десна»          | Чернігів    | ім. Юрія Гагаріна «Оболонь-Арена» (Київ)                            | 12 060 5100          | 3 (перша ліга, стик) |
| «Динамо»         | Київ        | НСК «Олімпійський»                                                  | 70 050               | 2                    |
| «Зоря»           | Луганськ    | «Славутич-Арена» (Запоріжжя)                                        | 11 883               | 4                    |
| «Карпати»        | Львів       | «Україна»                                                           | 27 925               | 8                    |
| ФК «Львів»       | Львів       | «Арена Львів» «Україна» «Ворскла» ім. Олексія Бутовського (Полтава) | 34 512 27 925 23 842 | 6                    |
| ФК «Маріуполь»   | Маріуполь   | ім. Володимира Бойка                                                | 12 680               | 5                    |
| ФК «Олександрія» | Олександрія | КСК «Ніка»                                                          | 7000                 | 7                    |
| «Олімпік»        | Донецьк     | «Динамо» ім. Валерія Лобановського (Київ)                           | 16 873               | 9                    |
| «Чорноморець»    | Одеса       | «Чорноморець»                                                       | 34 164               | 11                   |
| «Шахтар»         | Донецьк     | ОСК «Металіст» (Харків)                                             | 40 003               | 1                    |

### Керівництво, тренери та спонсори
| Команда          | Президент           | Головний тренер              | Екіпірування | Титульний спонсор |
| ---------------- | ------------------- | ---------------------------- | ------------ | ----------------- |
| «Арсенал-Київ»   | Івиця Пирич         | Ігор Леонов                  | Zeus         | «Фаворит Спорт»   |
| «Ворскла»        | Костянтин Жеваго    | Віталій Косовський (в. о.)   | Adidas       | «Ferrexpo»        |
| «Десна»          | Володимир Левін     | Олександр Рябоконь           | Nike         | «Фаворит Спорт»   |
| «Динамо»         | Ігор Суркіс         | Олександр Хацкевич           | New Balance  | No to racism      |
| «Зоря»           | Євгеній Гєллєр      | Юрій Вернидуб                | Nike         | «Фаворит Спорт»   |
| «Карпати»        | Петро Димінський    | Олександр Чижевський (в. о.) | Joma         | «Marathonbet»     |
| ФК «Львів»       | Богдан Копитко      | Богдан Блавацький            | Legea        | «Glusco»          |
| ФК «Маріуполь»   | Тарік Махмуд Чаудри | Олександр Бабич              | Nike         | «Фаворит Спорт»   |
| ФК «Олександрія» | Сергій Кузьменко    | Володимир Шаран              | Nike         | «УкрАгроКом»      |
| «Олімпік»        | Владислав Гельзін   | Ігор Климовський (в. о.)     | Joma         | «Парі-Матч»       |
| «Чорноморець»    | Леонід Клімов       | Ангел Червенков              | Legea        | «Гефест»          |
| «Шахтар»         | Рінат Ахметов       | Паулу Фонсека                | Nike         | «СКМ»             |

- До 3 туру (5 серпня 2018 року) «Олімпік» мав іншого титульного спонсора - «Пчёлка-маркет».
- До 3 туру (5 серпня 2018 року) «Арсенал-Київ» не мав титульного спонсора.
- До 14 серпня 2018 року головним тренером ФК «Львів» був Жилмар.[17]
- До 16 серпня 2018 року головним тренером «Карпат» був Олег Бойчишин.[18]
- До 22 вересня 2018 року головним тренером «Арсенал-Київ» був Фабріціо Раванеллі.[19]
- До 1 жовтня 2018 року виконувачем обов'язків головного тренера «Арсеналу-Київ» був Владислав Гуменюк.[20]
- До 3 жовтня 2018 року головним тренером «Олімпіка» був Роман Санжар.[21]
- До 28 листопада 2018 року головним тренером «Карпат» був Жозе Морайш.[22]
- До 9 січня 2019 року головним тренером «Арсенал-Київ» був В'ячеслав Грозний.[23]
- До 13 січня 2019 року виконувачем обов'язків головного тренера «Карпат» був Олег Бойчишин.[24]
- До 27 березня 2019 року головним тренером «Ворскли» був Василь Сачко.[25]
- До 8 квітня 2019 року головним тренером ФК «Львів» був Юрій Бакалов.[26]
- До 16 квітня 2019 року виконувачем обов'язків головного тренера ФК «Львів» був Тарас Гребенюк.[27]
- До 17 квітня 2019 року головним тренером «Олімпіка» був В'ячеслав Шевчук.[28]
- До 27 травня 2019 року головним тренером «Карпат» був Фабрісіано Гонсалес.[29]

## Перший етап

### Турнірна таблиця
| М  | Команда          | І  | В  | Н | П  | РМ    | О  |
| -- | ---------------- | -- | -- | - | -- | ----- | -- |
| 1  | «Шахтар»         | 22 | 18 | 3 | 1  | 52−9  | 57 |
| 2  | «Динамо»         | 22 | 16 | 2 | 4  | 40−11 | 50 |
| 3  | ФК «Олександрія» | 22 | 12 | 5 | 5  | 31−19 | 41 |
| 4  | «Зоря»           | 22 | 8  | 8 | 6  | 28−20 | 32 |
| 5  | ФК «Львів»       | 22 | 7  | 9 | 6  | 19−20 | 30 |
| 6  | ФК «Маріуполь»   | 22 | 8  | 6 | 8  | 24−33 | 30 |
| 7  | «Ворскла»        | 22 | 9  | 2 | 11 | 18−28 | 29 |
| 8  | «Десна»          | 22 | 8  | 4 | 10 | 23−24 | 28 |
| 9  | «Карпати»        | 22 | 5  | 6 | 11 | 26−37 | 21 |
| 10 | «Олімпік»        | 22 | 4  | 8 | 10 | 25−33 | 20 |
| 11 | «Чорноморець»    | 22 | 4  | 4 | 14 | 12−34 | 16 |
| 12 | «Арсенал-Київ»   | 22 | 3  | 3 | 16 | 12−42 | 12 |

Позначення:

### Результати матчів
| Команда          | АРС | ВОР | ДЕС | ДИН | ЗОР | КАР | ЛЬВ | МАР | ОЛЕ | ОЛІ | ЧОР | ШАХ |
| ---------------- | --- | --- | --- | --- | --- | --- | --- | --- | --- | --- | --- | --- |
| «Арсенал-Київ»   |     | 2:2 | 0:2 | 0:1 | 0:5 | 1:1 | 0:2 | 1:2 | 0:3 | 1:3 | 1:1 | 0:3 |
| «Ворскла»        | 0:2 |     | 0:0 | 0:1 | 2:1 | 0:4 | 1:0 | 2:1 | 0:1 | 2:1 | 2:1 | 0:2 |
| «Десна»          | 1:0 | 0:2 |     | 1:2 | 0:2 | 2:2 | 0:1 | 2:0 | 0:2 | 0:1 | 2:0 | 0:2 |
| «Динамо»         | 4:0 | 1:0 | 4:0 |     | 5:0 | 0:2 | 0:1 | 4:0 | 1:0 | 1:0 | 2:0 | 1:0 |
| «Зоря»           | 3:0 | 3:0 | 0:2 | 1:1 |     | 2:1 | 0:0 | 2:1 | 0:0 | 0:0 | 1:1 | 0:1 |
| «Карпати»        | 1:2 | 0:1 | 0:2 | 0:4 | 0:1 |     | 0:1 | 1:1 | 0:2 | 2:2 | 1:0 | 1:6 |
| ФК «Львів»       | 1:0 | 0:2 | 1:3 | 0:1 | 0:0 | 1:1 |     | 2:2 | 2:2 | 1:1 | 0:1 | 0:2 |
| ФК «Маріуполь»   | 1:0 | 1:0 | 1:4 | 0:2 | 3:2 | 1:1 | 2:2 |     | 1:0 | 2:1 | 0:0 | 0:3 |
| ФК «Олександрія» | 1:0 | 2:0 | 1:1 | 2:1 | 1:0 | 2:1 | 1:2 | 1:1 |     | 1:1 | 3:2 | 0:2 |
| «Олімпік»        | 0:1 | 1:0 | 1:1 | 1:2 | 1:1 | 1:2 | 1:1 | 1:3 | 2:3 |     | 1:0 | 2:5 |
| «Чорноморець»    | 2:1 | 0:1 | 1:0 | 1:1 | 0:3 | 0:5 | 0:1 | 0:1 | 0:3 | 2:1 |     | 0:1 |
| «Шахтар»         | 3:0 | 4:1 | 1:0 | 2:1 | 1:1 | 5:0 | 0:0 | 2:0 | 2:0 | 2:2 | 3:0 |     |

### Тур за туром
| Команда / Тур    | 1        | 2  | 3  | 4  | 5  | 6  | 7  | 8  | 9  | 10 | 11 | 12 | 13 | 14 | 15 | 16 | 17 | 18 | 19 | 20 | 21 | 22 |   |
| ---------------- | -------- | -- | -- | -- | -- | -- | -- | -- | -- | -- | -- | -- | -- | -- | -- | -- | -- | -- | -- | -- | -- | -- | - |
| Команда / Тур    | «Шахтар» | 3  | 1  | 3  | 3  | 2  | 1  | 1  | 1  | 1  | 1  | 1  | 1  | 1  | 1  | 1  | 1  | 1  | 1  | 1  | 1  | 1  | 1 |
| «Динамо»         | 6        | 3  | 2  | 2  | 1  | 3  | 3  | 3  | 2  | 2  | 2  | 2  | 2  | 2  | 2  | 3  | 3  | 2  | 2  | 2  | 2  | 2  |   |
| «Ворскла»        | 9        | 10 | 9  | 10 | 7  | 8  | 7  | 5  | 4  | 4  | 4  | 4  | 4  | 4  | 4  | 4  | 5  | 5  | 6  | 7  | 6  | 7  |   |
| «Зоря»           | 4        | 8  | 6  | 4  | 5  | 5  | 4  | 4  | 5  | 5  | 5  | 7  | 8  | 6  | 5  | 7  | 4  | 4  | 4  | 4  | 4  | 4  |   |
| ФК «Маріуполь»   | 7        | 11 | 11 | 11 | 11 | 11 | 11 | 11 | 9  | 6  | 6  | 5  | 6  | 5  | 7  | 6  | 6  | 7  | 7  | 5  | 5  | 6  |   |
| ФК «Львів»       | 1        | 7  | 10 | 7  | 10 | 9  | 10 | 7  | 7  | 8  | 9  | 8  | 5  | 8  | 8  | 8  | 8  | 8  | 8  | 8  | 8  | 5  |   |
| ФК «Олександрія» | 2        | 2  | 1  | 1  | 3  | 2  | 2  | 2  | 3  | 3  | 3  | 3  | 3  | 3  | 3  | 2  | 2  | 3  | 3  | 3  | 3  | 3  |   |
| «Карпати»        | 12       | 4  | 4  | 8  | 8  | 10 | 8  | 10 | 10 | 11 | 10 | 10 | 10 | 9  | 9  | 10 | 10 | 10 | 9  | 9  | 9  | 9  |   |
| «Олімпік»        | 8        | 9  | 7  | 6  | 6  | 7  | 6  | 9  | 6  | 7  | 8  | 6  | 9  | 10 | 10 | 9  | 9  | 9  | 10 | 10 | 10 | 10 |   |
| «Чорноморець»    | 5        | 5  | 5  | 5  | 4  | 4  | 5  | 8  | 11 | 10 | 11 | 11 | 11 | 11 | 11 | 11 | 11 | 11 | 11 | 11 | 11 | 11 |   |
| «Арсенал-Київ»   | 10       | 12 | 12 | 12 | 12 | 12 | 12 | 12 | 12 | 12 | 12 | 12 | 12 | 12 | 12 | 12 | 12 | 12 | 12 | 12 | 12 | 12 |   |
| «Десна»          | 11       | 6  | 8  | 9  | 9  | 6  | 9  | 6  | 8  | 9  | 7  | 9  | 7  | 7  | 6  | 5  | 7  | 6  | 5  | 6  | 7  | 8  |   |

## Другий етап

### Турнірна таблиця
| М | Команда          | І  | В  | Н  | П  | РМ    | О  |
| - | ---------------- | -- | -- | -- | -- | ----- | -- |
|   | «Шахтар»         | 32 | 26 | 5  | 1  | 73−11 | 83 |
|   | «Динамо»         | 32 | 22 | 6  | 4  | 54−18 | 72 |
|   | ФК «Олександрія» | 32 | 14 | 7  | 11 | 39−34 | 49 |
| 4 | ФК «Маріуполь»   | 32 | 12 | 7  | 13 | 36−47 | 43 |
| 5 | «Зоря»           | 32 | 11 | 10 | 11 | 39−34 | 43 |
| 6 | ФК «Львів»       | 32 | 8  | 10 | 14 | 25−40 | 34 |

| М  | Команда        | І  | В  | Н  | П  | РМ    | О  |
| -- | -------------- | -- | -- | -- | -- | ----- | -- |
| 7  | «Ворскла»      | 32 | 12 | 6  | 14 | 31−43 | 42 |
| 8  | «Десна»        | 32 | 12 | 5  | 15 | 35−41 | 41 |
| 9  | «Олімпік»      | 32 | 7  | 13 | 12 | 41−48 | 34 |
| 10 | «Карпати»      | 32 | 8  | 9  | 15 | 44−53 | 33 |
| 11 | «Чорноморець»  | 32 | 8  | 7  | 17 | 31−49 | 31 |
| 12 | «Арсенал-Київ» | 32 | 7  | 5  | 20 | 26−56 | 26 |

### Результати матчів
| Команда          | ДИН | ЗОР | ЛЬВ | МАР | ОЛЕ | ШАХ |
| ---------------- | --- | --- | --- | --- | --- | --- |
| «Динамо»         |     | 1:1 | 2:1 | 2:1 | 1:1 | 0:0 |
| «Зоря»           | 2:3 |     | 2:1 | 0:1 | 3:1 | 0:1 |
| ФК «Львів»       | 0:1 | 0:0 |     | 2:3 | 1:2 | 0:3 |
| ФК «Маріуполь»   | 0:1 | 3:1 | 2:0 |     | 1:1 | 0:1 |
| ФК «Олександрія» | 0:2 | 0:2 | 0:1 | 2:1 |     | 0:1 |
| «Шахтар»         | 1:1 | 3:0 | 5:0 | 4:0 | 2:1 |     |

| Команда        | АРС | ВОР | ДЕС | КАР | ОЛІ | ЧОР |
| -------------- | --- | --- | --- | --- | --- | --- |
| «Арсенал-Київ» |     | 1:0 | 2:0 | 2:3 | 1:1 | 3:3 |
| «Ворскла»      | 2:0 |     | 3:3 | 1:1 | 2:2 | 1:2 |
| «Десна»        | 1:0 | 0:1 |     | 2:1 | 2:1 | 2:4 |
| «Карпати»      | 1:2 | 4:0 | 2:0 |     | 3:3 | 0:0 |
| «Олімпік»      | 2:0 | 1:1 | 0:2 | 3:2 |     | 2:1 |
| «Чорноморець»  | 1:3 | 1:2 | 3:0 | 3:1 | 1:1 |     |

### Тур за туром
| Команда / Тур    | 23       | 24 | 25 | 26 | 27 | 28 | 29 | 30 | 31 | 32 |   |
| ---------------- | -------- | -- | -- | -- | -- | -- | -- | -- | -- | -- | - |
| Команда / Тур    | «Шахтар» | 1  | 1  | 1  | 1  | 1  | 1  | 1  | 1  | 1  | 1 |
| «Динамо»         | 2        | 2  | 2  | 2  | 2  | 2  | 2  | 2  | 2  | 2  |   |
| ФК «Олександрія» | 3        | 3  | 3  | 3  | 3  | 3  | 3  | 3  | 3  | 3  |   |
| «Зоря»           | 5        | 5  | 4  | 4  | 4  | 5  | 5  | 5  | 4  | 5  |   |
| ФК «Львів»       | 6        | 6  | 6  | 6  | 6  | 6  | 6  | 6  | 6  | 6  |   |
| ФК «Маріуполь»   | 4        | 4  | 5  | 5  | 5  | 4  | 4  | 4  | 5  | 4  |   |

| Команда / Тур  | 23        | 24 | 25 | 26 | 27 | 28 | 29 | 30 | 31 | 32 |   |
| -------------- | --------- | -- | -- | -- | -- | -- | -- | -- | -- | -- | - |
| Команда / Тур  | «Ворскла» | 8  | 8  | 8  | 8  | 8  | 8  | 8  | 7  | 7  | 7 |
| «Десна»        | 7         | 7  | 7  | 7  | 7  | 7  | 7  | 8  | 8  | 8  |   |
| «Карпати»      | 9         | 9  | 9  | 10 | 10 | 10 | 10 | 10 | 10 | 10 |   |
| «Олімпік»      | 10        | 10 | 10 | 9  | 9  | 9  | 9  | 9  | 9  | 9  |   |
| «Чорноморець»  | 11        | 12 | 11 | 12 | 12 | 12 | 12 | 12 | 11 | 11 |   |
| «Арсенал-Київ» | 12        | 11 | 12 | 11 | 11 | 11 | 11 | 11 | 12 | 12 |   |

## Статистика

### Найкращі бомбардири
| № | Футболіст        | Команда                            | Голи (пен.) |
| - | ---------------- | ---------------------------------- | ----------- |
| 1 | Жуніор Мораес    | «Шахтар»                           | 19 (1)      |
| 2 | Віктор Циганков  | «Динамо»                           | 18 (7)      |
| 3 | Мар'ян Швед      | «Карпати»                          | 14 (3)      |
| 4 | Євген Банада     | ФК «Олександрія»                   | 9           |
| 4 | Бруно            | ФК «Львів»                         | 9           |
| 6 | Марлос           | «Шахтар»                           | 9 (1)       |
| 7 | Сергій Вакуленко | «Олімпік» (2) / «Арсенал-Київ» (7) | 9 (5)       |

### Хет-трики
| Гравець         | Клуб      | Суперник       | Результат | Дата           | Джерело |
| --------------- | --------- | -------------- | --------- | -------------- | ------- |
| Жуніор Мораес   | «Шахтар»  | «Олімпік»      | 5:2       | 24 серпня 2018 | [ 30 ]  |
| Віктор Циганков | «Динамо»  | «Карпати»      | 4:0       | 8 грудня 2018  | [ 31 ]  |
| Мар'ян Швед     | «Карпати» | «Ворскла»      | 4:0       | 24 лютого 2019 | [ 32 ]  |
| Дентіньйо       | «Шахтар»  | ФК «Маріуполь» | 4:0       | 26 травня 2019 | [ 33 ]  |

Примітки:

## Перехідні матчі за право виступати в Прем'єр-лізі
За підсумками сезону команди, які посіли 10-те та 11-те місця в Прем'єр-лізі, грають перехідні матчі за право виступати у Прем’єр-лізі проти команд, які посіли відповідно третє та друге місце в першій лізі. Жеребкування послідовності проведення матчів відбулося 24 травня 2019 року.
| 4 червня 2019 19:00 +28 °C |

| «Чорноморець» | 0:0      | «Колос» |
| ------------- | -------- | ------- |
|               | Протокол |         |

| «Чорноморець», Одеса Глядачів: 5435 Арбітр: Анатолій Абдула (Харків) |

| 8 червня 2019 17:00 +27 °C |

| «Колос»                       | 2:0      | «Чорноморець» |
| ----------------------------- | -------- | ------------- |
| Гавриш 57' (пен.), 63' (пен.) | Протокол |               |

| «Колос», Ковалівка Глядачів: 2500 Арбітр: Віталій Романов (Дніпро) |

«Колос» переміг 2:0 за сумою двох матчів та вийшов до Прем’єр-ліги, «Чорноморець» вибуває до першої ліги.
| 4 червня 2019 19:00 +25 °C |

| «Карпати» | 0:0      | «Волинь» |
| --------- | -------- | -------- |
|           | Протокол |          |

| «Україна», Львів Глядачів: 10 104 Арбітр: Денис Шурман (Київська область) |

| 8 червня 2019 19:00 +27 °C |

| «Волинь»    | 0:3[a] 1:3 | «Карпати»                                     |
| ----------- | ---------- | --------------------------------------------- |
| Кожанов 42' | Протокол   | Кльоц 37' Понде 82' (пен.) Мірошніченко 90+5' |

| «Авангард», Луцьк Глядачів: 5200 Арбітр: Максим Козиряцький (Запоріжжя) |

a Згідно з рішенням КДК УАФ від 12 червня 2019 року за припинення матчу на 90+6 хвилині з вини господарів поля команді «Волинь» зараховано технічну поразку 0:3, а «Карпатам» — перемогу 3:0.
«Карпати» перемогли 3:0 за сумою двох матчів та зберегли місце в Прем’єр-лізі, а «Волинь» — у першій.